# Omnium vitiorum fundamentum avaritia est
Omnium vitiorum fundamentum avaritia est (лат. изговор: омнијум вициорум фундаментум авариција ест). Свим манама темељ је похлепа. (Сенека)

## Поријекло изреке
Ову изреку је изрекао почетком нове ере познати римски књижевник и филозоф Сенека.

## Тумачење
Интерес је унутрашњи разлог, моторика сваком понашању. Похлепа је прекомјерна, пренаглашена "употреба" интереса. То изобличење је мана. Сенека мисли да је исходиште свим манама похлепа.